# Praproše
Praproše so naselje v Občini Radovljica.